# Vepříkov
Vepříkov település Csehországban, a Havlíčkův Brod-i járásban. Vepříkov Uhelná Příbram, Rybníček, Sedletín, Jilem, Nejepín, Leškovice, Habry és Kámen településekkel határos. Lakosainak száma 336 fő (2024. január 1.).

## Népesség
A település lakosságának változását az alábbi diagram mutatja:
| Lakosok száma | 641  | 581  | 633  | 515  | 416  | 375  | 326  | 321  | 330  | 336  |
|               | 1869 | 1890 | 1921 | 1950 | 1980 | 2001 | 2017 | 2019 | 2022 | 2024 |